# Netelia elumbis
Netelia elumbis är en stekelart som först beskrevs av Tosquinet 1903.  Netelia elumbis ingår i släktet Netelia och familjen brokparasitsteklar. Inga underarter finns listade i Catalogue of Life.